# Delmas (Haïti)
Pour les articles homonymes, voir Delmas.
 (février 2014).
Si vous disposez d'ouvrages ou d'articles de référence ou si vous connaissez des sites web de qualité traitant du thème abordé ici, merci de compléter l'article en donnant les références utiles à sa vérifiabilité et en les liant à la section « Notes et références ».
Delmas [dɛlma] (créole haïtien : Delma) est une commune d'Haïti, située dans le département de l'Ouest et dans l'arrondissement de Port-au-Prince. Peuplée de 359 451 habitants(recensement par estimation de 2009), Delmas, ville urbanisée, est désormais intégrée dans la conurbation formée autour de la capitale d'Haïti, Port-au-Prince.

## Administration
La commune est composée d'une seule section communale : « Saint-Martin ». 

## Économie
Bien que Delmas soit une banlieue résidentielle (les habitants sont en général issus de milieux assez aisés,[réf. nécessaire]), il s'y trouve des services comme des centres commerciaux, et des supermarchés.
Delmas est la commune la plus riche de l'aire métropolitaine ; les recettes fiscales y sont passées de 93 à 400 millions de gourdes (80 millions de $ US).

## Enseignement
L'école Saint-Louis de Gonzague est parmi les meilleurs établissements d'enseignement pour garçons en Haïti.
La commune accueille le lycée français d’Haïti ainsi que des dizaines autres établissements scolaires qui fournissent une formation assez bonne. Elle abrite aussi un des plus grands centre de formation professionnelle, Alliance.